# Isani
Isani – stacja tbiliskiego metra należąca do linii Achmeteli-Warketili. Została otwarta 5 maja 1971 roku.